# FC Ungheni

O FC Ungheni é um clube de futebol com sede em Ungheni, Moldávia. A equipe compete no Campeonato Moldavo de Futebol.

## História
O clube foi fundado em 2012.